# Luigi Ontani
Luigi Ontani (Vergato, 24 novembre 1943) è un pittore e scultore italiano.

## Biografia

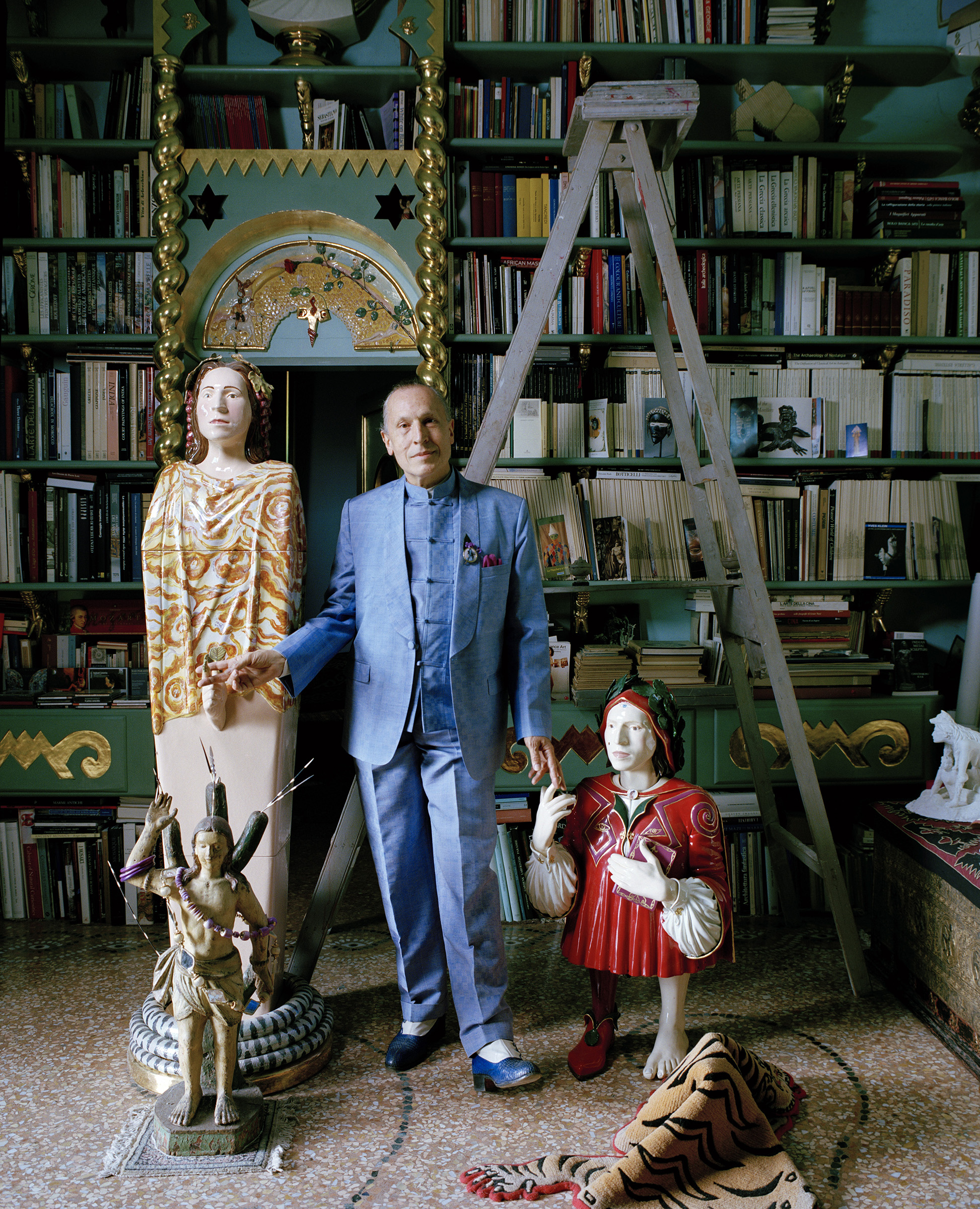
Luigi Ontani, Riola di Vergato 2011

Dopo aver studiato all'Accademia di belle arti di Bologna inizia la carriera artistica negli anni settanta, cominciando a farsi notare per i suoi "tableaux vivants". In pratica delle performance filmate e fotografate, in cui Ontani si presenta mascherato in vari modi: da Pinocchio a Dante, da San Sebastiano a Bacco. È una pratica di azionismo che sfiora il kitsch (ben diverso dall'Azionismo Viennese, di cui fa parte Hermann Nitsch), e mette il narcisismo personale ad un livello superiore.
Nel corso della sua lunga attività Ontani ha espresso la sua creatività e poetica attraverso l'uso di molte tecniche assai eterogenee tra loro: dagli oggetti pleonastici (1965-69) elementi in scagliola alla "stanza delle similitudini" costituita da elementi ritagliati in cartone ondulato. Ha spesso anticipato l'uso di tecniche in seguito adottate da altri artisti, i primi video super 8 in bianco e nero sono stati girati dal 1969 al 1972. Con l'opera "Ange Infidele" del 1968 Ontani inizia il suo approccio con la fotografia. Fin dall'inizio le opere fotografiche si contraddistinguono per alcuni elementi caratteristici: il soggetto è sempre l'artista che ricorre al proprio corpo e al proprio volto per impersonificare temi storici, mitologici, letterari e popolari; il formato scelto solitamente è quello della miniatura o della gigantografia, e ogni opera è considerata unica. dalla fine degli anni sessanta si susseguono "Teofania" 1969, "Fantome", "San Sebastiano nel bosco di calvenzano, d'apres Guido Reni", "Tentazione", "Meditazione, d'apres de la Tour", "Bacchino" (1970) tell il giovane, "Raffaello" "Dante" "Pinocchio" (1972), Lapsus Lupus e il dittico "EvAdamo" (1973) "Leda e il Cigno" (1974), i grilli e i tappeti volanti cui seguiranno altri apres, il primo ciclo indiano "En route vers l'Inde, d'apres Pierre Loti". Le prime opere fotografiche anticipano un fenomeno che vedrà diffusione a partire dagli anni ottanta. Contemporaneamente alle prime opere fotografiche Ontani comincia ad eseguire i primi "Tableaux vivant", termine usato per indicare una scena dove attori in costume restano in posa fermi e silenziosi, come in un quadro. 
Dal 1969 al 1989 l'artista ha realizzato circa 30 tableaux vivant anche in questo caso anticipando le cosiddette installazioni multimediali, molto diffuse a partire dagli anni novanta, che si basano sulla commistione di varie tecnologie. Con lo stesso atteggiamento ha realizzato opere di cartapesta, vetro, il legno (numerosissime le maschere realizzate soprattutto a Bali in legno di Pule), più raramente è ricorso al bronzo, al marmo e alla stoffa mentre molto cospicua è la sua opera in ceramica frutto del sodalizio soprattutto con la Bottega Gatti di Faenza e con Venera Finocchiaro a Roma e il laboratorio terraviva di Vietri, particolarmente rinomate le maschere pineali, le "Ermestetiche" e le ultime grandi opere quali "GaneshaMusa", "NapoleonCentaurOntano". Molto interessante la sperimentazione con la tecnica del mosaico elaborata con il mosaicista Costantino Buccolieri nell'esecuzione del grande pannello musivo presso la Stazione Materdei della Metropolitana di Napoli. 
In tutte queste circostanze Ontani ricorre alla tecnica non come un fine in sé, ma in quanto occasione per sperimentare nuove possibilità e formulare nuove variazioni sui temi e i soggetti che più gli interessano: il proprio viaggio "transtorico" attraverso il mito, la maschera, il simbolo e la rappresentazione iconografica. Ha esposto nei principali musei e gallerie del mondo dal Guggenheim al Centre Pompidou, dal Frankfurt Kustverein al Reina Sofia,ha partecipato ad un numero impressionante di biennali da Venezia a Sidney a Lione. Recentemente ha avuto due retrospettive al Ps1/MoMA di New York (2001) e allo SMAK di Ghent (2003-2004). Numerosissimi i libri d'artista e le monografie tra cui Luigi Ontani. OntanElegia (Allemandi 2004) a cura di Alessandra Galasso e Giulio di Gropello. Nel 2018, la Galleria Giovanni Bonelli di Pietrasanta, in Toscana, presenta una retrospettiva di 30 opere dell’artista di Vergato. Nel 2019 esce il primo saggio interamente dedicato all'artista, Luigi Ontani in teoria. Filosofia, estetica, psicoanalisi nell'opera e nell'artista di Giulia Giambrone che relaziona teorie filosofiche e psicoanalitiche all'opera dell'artista.

## Principali mostre collettive

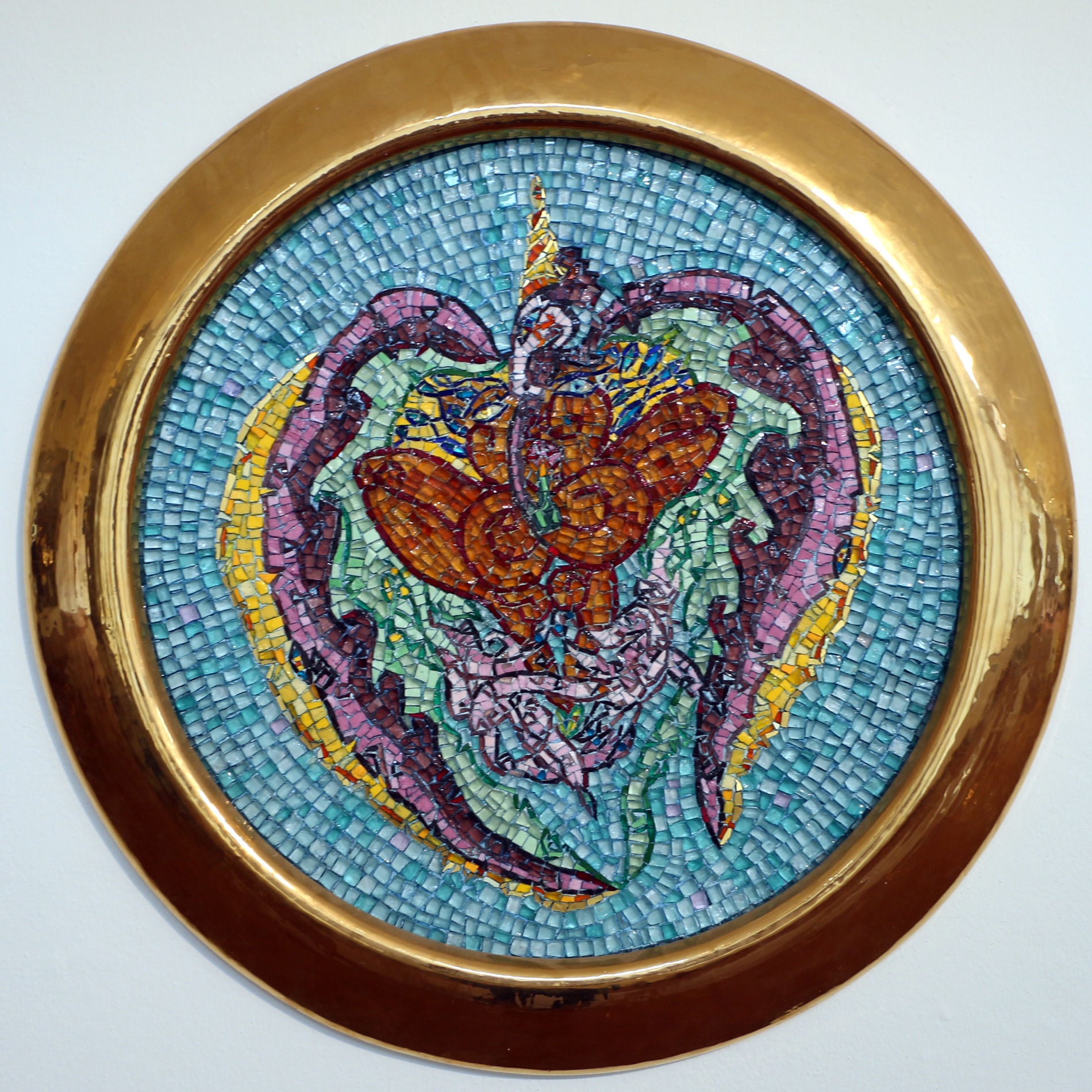
Scuola del Mosaico dell'Accademia di Ravenna su disegno di Luigi Ontani, GaniMadeAuReoboro, 2003, Collezione Mosaici Moderni, Ravenna

- Biennale di Venezia 1972, 1978, 1984, 1986, 1995, 2003
- "IDENTITE ITALIENNE art en italie depuis 1959 Centre Pompidou Paris 1981
- Italian Art Now: An American Perspective Guggenheim Museum New York 1982
- 1960-1985 Aspekte der Italienischen Kunst Frankfurter Kunstverein Francoforte 1986
- VI Sidney Biennial 1986
- "65-75. Aspetti e pratiche dell'arte europea", Castello di Rivara, (TO) 1990
- La otra Scultura. trenta anos de escultura italiana Centro de Arte Reina Sofia Madrid 1990
- VII new Delhi Triennial 1991
- Manifesta 2008
- TATE film programme - The long week-end TATE Modern London 2010
- A bigger Splash : Painting after Performance TATE Modern London 2012
- Indiomania. Europalia festival Bruxelles 2013
- Bologna dopo Morandi 1945-2015, Bologna 2016
- Il mio corpo nel tempo / Lüthi Ontani Opalka, Galleria d'Arte Moderna, Verona 2017

## Principali mostre personali
- 1967 Luigi Ontani, Galleria San Petronio, Bologna
- 1969 e 1970 "Oggetti Pleonastici", "La Stanza delle similitudini", Franz P. (Paludetto) - Torino , Ferrari - Verona
- 1974 galleria Lucio Amelio, Napoli e L'Attico, Roma; "Gianduja", LP220 (Larcade-Paludetto) Torino
- 1975 fondazione De Appel, Amsterdam
- 1976 e 1977 Sonnabend Gallery, Paris-New York
- 1978 "En route vers l'Inde", Galleria L'Attico, Roma; "Evangelista", LP220 (Larcade-Paludetto) Torino
- 1983 Ontani's Mask, 121 art gallery, Anvers
- 1986 Groninger Museum
- 1995 Idea Aida del vero diffida, Galleria dello Scudo, Verona
- 1996 Luigi Ontani, Frankfurter Kunstverein, Frankfurt
- 1997 Ermestetiche, Sperone-westwater, New York
- 2001 GaneshamUSA 1965-2001, Ps1/MOMA contemporary art center, New York; (curato da Carolyn Christov Bakargiev)[6]
- 2002 AlnusThaiAurea, Bangkok national gallery
- 2003 le martyre de San Sebastien, Kunsthalle Wien, Vienna
- 2004 Genthara, Smak, Ghent (curato da Jan Hoet)
- 2008 MAMbo, Bologna
- 2010 Museo di Capodimonte, Napoli
- 2010 Auroboruserpentine Serpentine Map Marathon, The Serpentine Gallery London, Londra
- 2011 When in Rome, Hammer Museum, Los Angeles
- 2011 Rivoltartealtrove, Castello di Rivoli, Torino
- 2012 Luigi Ontani, Kunsthalle Berne, Berna
- 2012 Le Consortium, Dijon
- 2014 Museo Hendrik Andersen, Roma
- 2017 Accademia di San Luca, Roma
- 2018 Giovanni Bonelli di Pietrasanta
- 2019 Galleria Massimo De Carlo, Milano

## Premi e riconoscimenti
- 1986 : Premio Francesca Alinovi, oggi Premio Alinovi Daolio
- 2011 : Premio McKim dell’American Academy in Rome[7]
- 2011 : Premio Nettuno d'Oro (premio straordinario alla carriera)[8]
- 2015 :  Premio Presidente della Repubblica dell’Accademia Nazionale di San Luca[9]

## Curiosità
Nel 2002 fu incaricato dal Comune di Siena di realizzare il Drappellone per il Palio di luglio, vinto poi dalla Contrada Sovrana dell'Istrice. L'opera fu accolta negativamente dal pubblico presente alla cerimonia di presentazione.